# Thomas Felten
Thomas Felten (24 mei 1983) is een voormalig Nederlands topzwemmer, gespecialiseerd op de vrije slag, die in 2003 zijn internationale seniorendebuut maakte bij de wereldkampioenschappen langebaan (50 meter) in Barcelona. 
De militair bij de Koninklijke Luchtmacht, woonachtig in Beuningen,  stapte in het voorjaar van 2004 over van zijn club Aqua-Novio'94 uit Nijmegen naar de profploeg Topzwemmen Amsterdam van trainer-coach Fedor Hes, maar toen in het Sloterpark-bad de financiële mogelijkheden (te) beperkt bleken, verkaste hij naar Eindhoven, alwaar hij zich aansloot bij de trainingsgroep van olympisch kampioen Pieter van den Hoogenband.